# Pedro Neto
Pedro Neto né le 9 mars 2000 à Viana do Castelo au Portugal, est un footballeur international portugais qui évolue au poste d'ailier droit au Chelsea FC.

## Biographie

### SC Braga
Né à Viana do Castelo au Portugal, Pedro Neto passe une grande partie de sa formation au SC Braga. C'est avec ce club qu'il fait ses débuts comme professionnel, jouant son premier match le 14 mai 2017 lors d'une rencontre de Liga NOS face au CD Nacional. Il entre en jeu en cours de partie ce jour-là, et se met tout de suite en évidence, en inscrivant son premier but en professionnel, seulement dix minutes après son entrée en jeu. Il contribue ainsi à la nette victoire de son équipe (4-0).

### Lazio Rome
Le 13 août 2017, il est prêté pour deux saisons à la Lazio Rome,. Lors de la première année, il joue surtout avec l'équipe réserve, et apparaît quelques fois sur le banc de l'équipe première. Sa première apparition avec le groupe professionnel a lieu le 27 janvier 2019, lors d'un match de Serie A contre la Juventus Turin. Il entre en jeu en fin de match, et son équipe s'incline (1-2).

### Wolverhampton Wanderers
Le 2 août 2019, Pedro Neto s'engage avec le club anglais de Wolverhampton Wanderers pour un contrat courant jusqu'en juin 2024. Il portera le numéro 7 avec sa nouvelle équipe. Il réalise sa première apparition sous ses nouvelles couleurs le 15 août 2019, lors d'un match de qualification pour la Ligue Europa face au FC Pyunik. Lors de cette partie, il est titulaire, et ouvre le score à la 54e minute de jeu, avant de délivrer une passe décisive en faveur de Morgan Gibbs-White pour le deuxième but, son équipe s'impose finalement par quatre buts à zéro. Le 19 août suivant, il fait sa première apparition en Premier League, en entrant en jeu en cours de partie lors d'une rencontre face à Manchester United (1-1). Il inscrit son premier but dans le championnat anglais le 1er janvier 2020, lors de la défaite des Wolves contre Watford (2-1).
Le 3 novembre 2020, Neto prolonge son contrat jusqu'en juin 2025 avec les Wolves,. En février 2021, il est selon Opta le joueur de moins de 21 ans le plus influent de la Premier League avec cinq buts et quatre passes décisives. Sa progression est toutefois stoppée le 9 avril 2021, lors d'un match de championnat remporté face au Fulham FC (0-1 score final) où il sort blessé,. Touché au genou, son absence est estimée à au moins six mois, et met dès lors fin à sa saison,.
Neto fait son retour à la compétition en février 2022, après dix mois d'absences, en entrant en jeu à la place de Daniel Podence le 20 février 2022, lors d'une rencontre de championnat face à Leicester City. Ce match est remporté par les Wolves sur le score de deux buts à un,.
Le 9 mars 2022, jour de ses 22 ans, Neto prolonge son contrat avec Wolverhampton de deux ans supplémentaires, étant alors lié au club jusqu'en juin 2027.

### Chelsea FC
Le 11 août 2024, Pedro Neto rejoint le Chelsea FC. Il signe un contrat de sept ans avec son nouveau club, soit jusqu'en juin 2031.
Neto marque son premier but pour Chelsea le 24 septembre 2024, lors d'une rencontre de coupe de la Ligue anglaise face au Barrow AFC. Il est titularisé et participe à la victoire de son équipe par cinq buts à zéro,.

### En sélection
Avec l'équipe du Portugal des moins de 17 ans, Pedro Neto se met en évidence lors d'une rencontre face à l'équipe de Grèce disputée le 10 mars 2017, en inscrivant un but et en délivrant une passe décisive. Ce match gagné sur le large score de 0-4 rentre dans le cadre des éliminatoires du championnat d'Europe des moins de 17 ans 2017.
Avec les moins de 19 ans, il inscrit un but le 14 novembre 2018, en amical contre l'équipe d'Allemagne. Il réalise ensuite un triplé le 20 mars 2019 contre Chypre, lors des éliminatoires de l'Euro, donnant ainsi la victoire à son équipe en marquant les seuls buts du match.
Par la suite, avec les moins de 20 ans, il inscrit un but contre la Tchéquie, le 11 septembre 2018 (victoire 2-4). L'année suivante, il participe à la Coupe du monde des moins de 20 ans organisée en Pologne. Lors du mondial junior, il joue trois matchs. Avec un bilan d'une seule victoire, un nul et deux défaites, le Portugal ne parvient pas à dépasser le premier tour.
Le 5 septembre 2019, il joue son premier match avec les espoirs, en étant titularisé face à Gibraltar. Le Portugal s'impose par quatre buts à zéro ce jour-là.
En novembre 2020, Pedro Neto est convoqué pour la première fois avec l'équipe nationale du Portugal. Il honore sa première sélection le 11 novembre 2020 contre Andorre. Il se fait remarquer ce jour-là en inscrivant également son premier but en sélection et participe ainsi à la large victoire de son équipe (7-0 score final). Il devient alors le premier joueur né en 2000 à jouer un match pour la sélection du Portugal et donc également le premier à marquer un but.
Blessé en octobre 2022, Neto est écarté des terrains pour plusieurs mois et ne peut donc pas intégrer l'équipe du Portugal pour la Coupe du monde 2022.
En mai 2024, il fait partie de la liste des 26 joueurs convoqués par Roberto Martinez pour disputer l'Euro 2024. 

## Vie personnelle
Pedro Neto est le neveu de Sérgio Lomba (en), ancien footballeur professionnel .

## Statistiques
| Saison                | Club                    | Championnat           | Championnat | Championnat | Coupe nationale | Coupe nationale | Coupe de la Ligue | Coupe de la Ligue | Compétition(s) continentale(s) | Compétition(s) continentale(s) | Compétition(s) continentale(s) | Coupe du monde des clubs | Coupe du monde des clubs | Total | Total |
| Saison                | Club                    | Division              | M.          | B.          | M.              | B.              | M.                | B.                | Comp.                          | M.                             | B.                             | M.                       | B.                       | M.    | B.    |
| 2016-2017             | SC Braga                | Primeira Liga         | 2           | 1           | -               | -               | -                 | -                 | -                              | -                              | -                              | -                        | -                        | 2     | 1     |
| 2017-2018             | SC Braga                | Primeira Liga         | 1           | 0           | -               | -               | -                 | -                 | -                              | -                              | -                              | -                        | -                        | 1     | 0     |
| Sous-total            | Sous-total              | Sous-total            | 3           | 1           | -               | -               | -                 | -                 | -                              | -                              | -                              | -                        | -                        | 3     | 1     |
| 2017-2018             | Lazio Rome              | Serie A               | -           | -           | -               | -               | -                 | -                 | -                              | -                              | -                              | -                        | -                        | 0     | 0     |
| 2018-2019             | Lazio Rome              | Serie A               | 4           | 0           | 1               | 0               | -                 | -                 | -                              | -                              | -                              | -                        | -                        | 5     | 0     |
| Sous-total            | Sous-total              | Sous-total            | 4           | 0           | 1               | 0               | -                 | -                 | -                              | -                              | -                              | -                        | -                        | 5     | 0     |
| 2019-2020             | Wolverhampton Wanderers | Premier League        | 29          | 3           | 2               | 0               | 2                 | 0                 | C3                             | 11                             | 2                              | -                        | -                        | 44    | 5     |
| 2020-2021             | Wolverhampton Wanderers | Premier League        | 31          | 5           | 3               | 0               | 1                 | 0                 | C3                             | -                              | -                              | -                        | -                        | 35    | 5     |
| 2021-2022             | Wolverhampton Wanderers | Premier League        | 13          | 1           | -               | -               | -                 | -                 | -                              | -                              | -                              | -                        | -                        | 13    | 1     |
| 2022-2023             | Wolverhampton Wanderers | Premier League        | 18          | 0           | -               | -               | 1                 | 0                 | -                              | -                              | -                              | -                        | -                        | 19    | 0     |
| 2023-2024             | Wolverhampton Wanderers | Premier League        | 20          | 2           | 5               | 1               | -                 | -                 | -                              | -                              | -                              | -                        | -                        | 25    | 3     |
| Sous-total            | Sous-total              | Sous-total            | 111         | 11          | 9               | 1               | 4                 | 0                 | -                              | 11                             | 2                              | -                        | -                        | 135   | 14    |
| 2024-2025             | Chelsea FC              | Premier League        | 35          | 4           | 2               | 0               | 1                 | 1                 | C4                             | 7                              | 1                              | 6                        | 3                        | 51    | 9     |
| 2025-2026             | Chelsea FC              | Premier League        | 1           | 0           | -               | -               | -                 | -                 | C1                             | -                              | -                              | -                        | -                        | 1     | 0     |
| Sous-total            | Sous-total              | Sous-total            | 36          | 4           | 2               | 0               | 1                 | 1                 | -                              | 7                              | 1                              | 6                        | 3                        | 52    | 9     |
| Total sur la carrière | Total sur la carrière   | Total sur la carrière | 154         | 16          | 12              | 1               | 5                 | 1                 | -                              | 18                             | 3                              | 6                        | 3                        | 195   | 24    |

## Palmarès

### En club
Lazio Rome
- Coupe d'Italie
  - Vainqueur en  2019

 Chelsea
- UEFA Conférence League
  - Vainqueur en 2025
- Coupe du monde des clubs (1) :
  - Vainqueur : 2025

### En sélection
Portugal
- Ligue des nations
  - Vainqueur en 2025